# 음짐바현

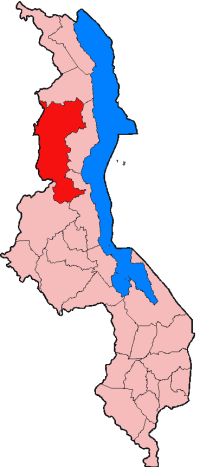
음짐바 현

음짐바현(Mzimba District)는 말라위 북부 주에 위치한 현으로, 현도는 음짐바이며 면적은 10,430km2, 인구는 610,944명이다. 룸피 현과 은카타베이 현, 은코타코타 현, 카숭구 현과 인접해 있으며 잠비아와 국경을 맞대고 있다.